# Filtragem bilinear

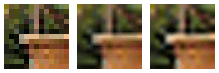
Uma parte ampliada de um bitmap, pelos métodos de interpolação do vizinho mais próximo (esquerda), filtragem bilinear (centro) e filtragem bicúbica (direita).

Filtragem bilinear, na computação gráfica, é uma técnica de interpolação utlilizada para suavizar a transição entre cores, a partir da placa de vídeo. 
Por exemplo, se há uma transição entre uma área amarela e uma área vermelha, a filtragem bilinear fará com que a região de encontro entre estas duas áreas seja suavizada (cria-se um degradê indo do amarelo para o vermelho).